# Smlouva z Rheinfeldenu
Smlouva z Rheinfeldenu (německy Rheinfelder Hausordnung), uzavřená 1. června 1283 v tehdy říšském městě Rheinfelden (dnes v kantonu Aargau ve Švýcarsku), byla prvním pokusem o uspořádání dědické posloupnosti v rodě Habsburků na základě práva primogenitury. Jedním z důsledků této smlouvy bylo zavraždění římského krále Albrechta I., když odmítl uznat dědické nároky svého synovce Jana Parricidy dle této smlouvy.
Po zvolení Rudolfa I. Habsburského krále Svaté říše římské v roce 1273 a porážce českého krále Přemysla Otakara II. v bitvě na Moravském poli v srpnu 1278, nebývale vzrostla moc rodu Habsburků, který byl sice před rokem 1273 poměrně významný v oblasti řeky Aary v oblasti na pomezí dnešního Švýcarska a Německa, ale teprve v letech 1273 - 1278 se dokázali zmocnit oblasti Horních a Dolních Rakous, Korutan a Štýrska. Bylo nezbytné ustanovit dědickou posloupnost, která by rozdělila území v držbě rodu Habsburků, ale zároveň udržela jednotu rodového majetku. Podle práva primogenitury bylo rozhodnuto, že državy Habsburků na území dnešního Rakouska získá do držby pro sebe a své následníky nejstarší syn krále Rudolfa, budoucí král Svaté říše římské Albrecht I., zatímco jeho mladší bratr Rudolf II. Švábský bude odškodněn územím, které bylo nazývané jako Přední Rakousy, které byly jádrovou oblastí, z níž pocházel rod Habsburků.
Snahou této dohody bylo uspořádat mocenské poměry v rodu Habsburků tak, aby nedocházelo k rozbíjení složitě budované soustavy území pod vládou rodu. Přesto smlouva nebyla dodržena již v osobách, které měla zavazovat, protože římský král Albrecht I. odmítl vydat synovi svého bratra Rudolfa II. Janovi jeho dědictví a ten jej 1. května 1308 zavraždil. tato smlouva vzala definitivně za své Smlouvou z Neubergu z roku 1379, kdy byla samotná jádrová oblast Rakous rozdělena mezi dva vévody z rodu Habsburků - Albrechta III. a Leopolda III.